# Rita Bosaho Gori
Rita Gertrudis Bosaho Gori (Malabo, Guinea Equatorial, 21 de maig de 1965) és una sanitària i activista valenciana d'origen equatoguineà. Militant de Podem, fou elegida diputada al Congrés dels Diputats en la XI i XII legislatures.

## Biografia
Encara que va néixer a Guinea Equatorial, ha desenvolupat la seva vida a Espanya. Prové d'una família de polítics, alguns d'ells assassinats per causes polítiques a Guinea Equatorial després de la seva independència d'Espanya. És neboda d'Enrique Gori Molubela, procurador a les Corts Espanyoles durant el franquisme per l'antiga província espanyola de Fernando Poo.
És llicenciada en Història per la Universitat d'Alacant, té un màster en Identitats i Integració en l'Europa Contemporània i desenvolupa la seva tesi doctoral sobre l'impacte de la colonització d'Àfrica. Té més de vint anys d'experiència laboral en la sanitat pública i participa de manera regular en diverses organitzacions socials alacantines.
A les eleccions generals de 2015 va ser cap de llista al Congrés dels Diputats per la circumscripció d'Alacant de la coalició Compromís-Podemos-És el moment i va obtenir els vots necessaris per aconseguir l'escó. Fou reescollida a les eleccions generals espanyoles de 2016.
El gener de 2020 va esdevenir la nova directora general d'Igualtat de tracte i diversitat ètnica racial del Ministeri d'Igualtat, després que Alba González, consellera de l'Ajuntament de Gijón, hi renunciés 48 hores més tard del seu nomenament.